# Qualifications du Championnat d'Europe féminin de volley-ball 2013
Les qualifications pour le championnat d'Europe de volley-ball féminin 2013 se disputent de mai 2012 à mai 2013. 

## Formule[1]
Le premier tour prévoit une élimination directe entre deux pays par match aller/retour: le qualifié sera le vainqueur des deux matchs ou dans le cas d'une victoire chacun celui qui a le meilleur rapport sets gagnés et sets perdus. 
Le deuxième tour sera composés de 6 groupes de quatre équipes: la formule est celle de la ronde ou toutes les équipes se rencontrent en match aller/retour. L'équipe gagnante se voit accorder deux points, tandis que le perdant à un point, à la fin de tous les matchs le premier du classement accède directement au Championnat d'Europe et le deuxième au barrage avec le deuxième d'un autre groupe. Dans le cas d'une égalité celui qui a le meilleur rapport sets gagnés et sets perdus est qualifié. 
Le troisième tour (barrages) prévoit une élimination directe entre les deuxièmes par match aller/retour: les qualifiés seront les vainqueurs des deux matchs ou dans le cas d'une victoire chacun celui qui a le meilleur rapport sets gagnés et sets perdus.

## Premier tour

### Équipe qualifiée pour le second tour
- Lettonie

## Second tour
| Groupe A                                                 | Groupe B                                                    | Groupe C                                                        | Groupe D                                                                 | Groupe E                                                        | Groupe F                                                    |
| -------------------------------------------------------- | ----------------------------------------------------------- | --------------------------------------------------------------- | ------------------------------------------------------------------------ | --------------------------------------------------------------- | ----------------------------------------------------------- |
| Sites : Poprad et Raanana Espagne Israël Slovaquie Suède | Sites : Apeldoorn et Youjne Danemark Grèce Pays-Bas Ukraine | Sites : Salo et Bakou Autriche Azerbaïdjan Biélorussie Finlande | Sites : Piatra Neamț et Rovinj Croatie Portugal Roumanie Grande-Bretagne | Sites : Maribor et Courtrai Belgique France Monténégro Slovénie | Sites : Varna et Budaörs Bulgarie Hongrie Tchéquie Lettonie |

### Poule A

#### Classement
| # | Équipe    | Pts | J | G | Gt | Pt | P | Sp | Sc | Ratio | Pp  | Pc  | Ratio |
| 1 | Espagne   | 14  | 6 | 3 | 2  | 1  | 0 | 17 | 8  | 2.125 | 565 | 480 | 1.177 |
| 2 | Slovaquie | 14  | 6 | 4 | 0  | 2  | 0 | 16 | 7  | 2.286 | 536 | 439 | 1.221 |
| 3 | Israël    | 8   | 6 | 2 | 1  | 0  | 3 | 11 | 11 | 1     | 473 | 488 | 0.969 |
| 4 | Suède     | 0   | 6 | 0 | 0  | 0  | 6 | 0  | 18 | 0     | 283 | 450 | 0.629 |

### Poule B

#### Classement
| # | Équipe   | Pts | J | G | Gt | Pt | P | Sp | Sc | Ratio | Pp  | Pc  | Ratio |
| 1 | Pays-Bas | 17  | 6 | 5 | 1  | 0  | 0 | 18 | 2  | 9     | 478 | 332 | 1.44  |
| 2 | Ukraine  | 13  | 6 | 4 | 0  | 1  | 1 | 14 | 7  | 2     | 480 | 371 | 1.294 |
| 3 | Grèce    | 6   | 6 | 2 | 0  | 0  | 4 | 6  | 12 | 0.5   | 340 | 394 | 0.863 |
| 4 | Danemark | 0   | 6 | 0 | 0  | 0  | 6 | 1  | 18 | 0.056 | 272 | 473 | 0.575 |

### Poule C

#### Classement
| # | Équipe      | Pts | J | G | Gt | Pt | P | Sp | Sc | Ratio | Pp  | Pc  | Ratio |
| 1 | Azerbaïdjan | 18  | 6 | 6 | 0  | 0  | 0 | 18 | 0  | MAX   | 456 | 311 | 1.466 |
| 2 | Biélorussie | 12  | 6 | 4 | 0  | 0  | 2 | 12 | 8  | 1.5   | 462 | 409 | 1.13  |
| 3 | Finlande    | 5   | 6 | 1 | 1  | 0  | 4 | 8  | 14 | 0.571 | 448 | 501 | 0.894 |
| 4 | Autriche    | 1   | 6 | 0 | 0  | 1  | 5 | 2  | 18 | 0.111 | 341 | 486 | 0.702 |

### Poule D

#### Classement
| # | Équipe          | Pts | J | G | Gt | Pt | P | Sp | Sc | Ratio | Pp  | Pc  | Ratio |
| 1 | Croatie         | 15  | 6 | 5 | 0  | 0  | 1 | 16 | 3  | 5.333 | 458 | 336 | 1.363 |
| 2 | Roumanie        | 15  | 6 | 5 | 0  | 0  | 1 | 15 | 5  | 3     | 485 | 387 | 1.253 |
| 3 | Grande-Bretagne | 6   | 6 | 2 | 0  | 0  | 4 | 7  | 12 | 0.583 | 416 | 466 | 0.893 |
| 4 | Portugal        | 0   | 6 | 0 | 0  | 0  | 6 | 0  | 18 | 0     | 287 | 457 | 0.628 |

### Poule E

#### Classement
| # | Équipe     | Pts | J | G | Gt | Pt | P | Sp | Sc | Ratio | Pp  | Pc  | Ratio |
| 1 | Belgique   | 15  | 6 | 5 | 0  | 0  | 1 | 16 | 3  | 5.333 | 464 | 340 | 1.365 |
| 2 | France     | 15  | 6 | 5 | 0  | 0  | 1 | 15 | 4  | 3.75  | 463 | 360 | 1.286 |
| 3 | Slovénie   | 6   | 6 | 2 | 0  | 0  | 4 | 6  | 12 | 0.5   | 372 | 399 | 0.932 |
| 4 | Monténégro | 0   | 6 | 0 | 0  | 0  | 6 | 0  | 18 | 0     | 252 | 452 | 0.558 |

### Poule F

#### Classement
| # | Équipe   | Pts | J | G | Gt | Pt | P | Sp | Sc | Ratio | Pp  | Pc  | Ratio |
| 1 | Bulgarie | 16  | 6 | 4 | 2  | 0  | 0 | 18 | 4  | 4.5   | 507 | 389 | 1.303 |
| 2 | Tchéquie | 14  | 6 | 4 | 0  | 2  | 0 | 16 | 7  | 2.286 | 525 | 398 | 1.319 |
| 3 | Hongrie  | 6   | 6 | 2 | 0  | 0  | 4 | 7  | 14 | 0.5   | 408 | 487 | 0.838 |
| 4 | Lettonie | 0   | 6 | 0 | 0  | 0  | 6 | 2  | 18 | 0.111 | 328 | 494 | 0.664 |

#### Équipes qualifiées pour le championnat d'Europe
Les équipes qualifiées pour le Championnat d'Europe de volley-ball féminin 2013 sont :
- Espagne
- Pays-Bas
- Azerbaïdjan
- Croatie
- Belgique
- Bulgarie

#### Équipes qualifiées pour les barrages
Les équipes qualifiées pour les barrages sont :
- Slovaquie
- Ukraine
- Biélorussie
- Roumanie
- France
- Tchéquie

## Barrages

### Matchs Retour

#### Équipes qualifiées pour le championnat d'Europe
- France
- Biélorussie
- Tchéquie

## Récapitulatif des équipes qualifiées pour le championnat d'Europe
- Allemagne (pays organisateur)
- Suisse (pays organisateur)
- Serbie (Vainqueur Championnat d'Europe de volley-ball féminin 2011)
- Turquie (3e Championnat d'Europe de volley-ball féminin 2011)
- Italie (4e Championnat d'Europe de volley-ball féminin 2011)
- Pologne (5e Championnat d'Europe de volley-ball féminin 2011)
- Russie (6e Championnat d'Europe de volley-ball féminin 2011)
- Espagne (1er de la poule A de qualification)
- Pays-Bas (1er de la poule B de qualification)
- Azerbaïdjan (1er de la poule C de qualification)
- Croatie (1er de la poule D de qualification)
- Belgique (1er de la poule E de qualification)
- Bulgarie (1er de la poule F de qualification)
- France (Barrage de qualification)
- Biélorussie (Barrage de qualification)
- Tchéquie (Barrage de qualification)